# Кіяненко Андрій Олександрович
Андрій Олександрович Кіяненко — український військовослужбовець, лейтенант Збройних сил України, учасник російсько-української війни, що відзначився під час відбиття російського вторгнення в Україну. Герой України (2025).

## Життєпис
Виконуючи бойові завдання у складі штурмової групи на Донеччині, знищив 75 російських окупантів та п'ять бойових машин піхоти. Підрозділи, у складі яких перебував Андрій Кіяненко, а також штурмові групи під його керівництвом відбивали позиції, зупиняли просування ворога, усували можливості для його відходу та захоплення населених пунктів. 12 травня 2025 року Президент України Володимир Зеленський вручив Андрію Кіяненку орден «Золота Зірка»
.

## Нагороди
- звання Герой України з врученням ордена «Золота Зірка» (8 травня 2025) — за особисту мужність і героїзм, виявлені у захисті державного суверенітету та територіальної цілісності України, самовіддане служіння Українському народові[2].